# Augusta Grotthus
Augusta Grotthus, z domu Krasickia (ur. 1810, zm. 9 marca 1885 w Piotrkowie) – ziemianka, działaczka patriotyczna i kobieca.

## Życiorys
Członkini grupy Entuzjastek oraz konspiracyjnej organizacji kierowanej przez Edwarda Domaszewskiego a następnie Henryka Krajewskiego. Organizatorka prac w okręgu hrubieszowskiego w latach 1846–1848. Za udział w przygotowaniach do walki zbrojnej na terenie okręgu hrubieszowskiego została w 1851 uwięziona przez władze carskie, a następnie oddana pod ścisły dozór policyjny. Czynna w powstaniu styczniowym – organizowała pomoc dla powstańców, a obydwaj jej synowie poszli do powstania. Po powstaniu styczniowym Augusta wraz z pasierbicą Leonią prowadziły w Dziekanowie tajną szkołę polską i wspomagały prześladowanych unitów. Za tę działalność były objęte dozorem policyjnym, a następnie zesłane do guberni saratowskiej.

## Rodzina
Urodziła się w rodzinie ziemiańskiej, córka Teodora Andrzeja Krasickiego (1780–1815) i Nepomuceny z Podhorodeńskich (1780–1868). Miała dwie siostry i brata. Od 1830 była drugą żoną powstańca listopadowego Krzysztofa Grotthusa (1794–1855) Miała z nim synów Witolda i Gustawa (powstańców styczniowych).